# Sergei Wiktorowitsch Fjodorow
Sergei Wiktorowitsch Fjodorow (russisch Сергей Викторович Фёдоров; englische Transkription: Sergei Viktorovich Fedorov; * 13. Dezember 1969 in Pskow, Russische SFSR) ist ein ehemaliger russischer Eishockeyspieler, der im Verlauf seiner aktiven Karriere zwischen 1986 und 2012 unter anderem 1431 Spiele für die Detroit Red Wings, Mighty Ducks of Anaheim, Columbus Blue Jackets und Washington Capitals in der National Hockey League sowie 179 weitere für den HK Metallurg Magnitogorsk in der Kontinentalen Hockey-Liga gespielt hat. Ab seinem Karriereende 2012 bis 2016 war er General Manager des HK ZSKA Moskau. Zudem wurde er 2015 in die Hockey Hall of Fame aufgenommen, ebenso wie 2016 in die IIHF Hall of Fame. Seit Juli 2021 ist er Cheftrainer beim ZSKA Moskau.

## Karriere
Er wurde von den Detroit Red Wings beim NHL Entry Draft 1989 als 74. gewählt. Zuvor spielte er bei dem legendären russischen Club HK ZSKA Moskau in einer Reihe mit den späteren Superstars Pawel Bure und Alexander Mogilny und wurde im selben Jahr wie Bure gezogen und ein Jahr nach Mogilny.
Als Fjodorow 1990 mit dem ZSKA Moskau bei den Goodwill Games in Seattle war, schlich er sich aus dem Hotelzimmer und nahm einen Flieger nach Detroit. Er gehörte damit zu den vielen russischen Spielern, die aus dem Eishockeysystem der Sowjetunion flohen, um in der National Hockey League zu spielen.
Seine wohl beste Zeit hatte er in der NHL-Saison 1993/94. In diesem Jahr gewann er die Hart Memorial Trophy, Frank J. Selke Trophy und den Lester B. Pearson Award und beendete die Saison mit 56 Toren und 120 Punkten an zweiter Stelle in der Scoringtabelle hinter Wayne Gretzky von den Los Angeles Kings.
Einen weiteren Preis – die Frank J. Selke Trophy – erhielt er 1996, nachdem er eine weitere 100-Punkte-Saison mit 39 Toren und 107 Punkten gespielt hatte. Ein Jahr später wurde er Mitglied des ersten Stanley-Cup-Meisterteams der Red Wings seit 1955 und steuerte 20 Punkte in 20 Play-off-Spielen für Detroit bei. Der Stürmer erzielte am 26. Dezember 1996 alle fünf Tore seiner Mannschaft in einem 5:4-Sieg gegen die Washington Capitals. 1998 gewann er mit dem Team als Teil der Russian Five seinen zweiten Stanley Cup. Im selben Jahr gewann er mit dem russischen Nationalteam die Silbermedaille bei den Olympischen Winterspielen. 1998 wurde er mit der Aufnahme in die Russische und sowjetische Hockey Hall of Fame geehrt.
Für die Saison 1997/98 erhielt Fjodorow mit 28 Millionen US-Dollar das größte Gehalt, dass je einem NHL-Spieler gezahlt wurde. Allerdings betrug sein Basisgehalt ausschließlich zwei Millionen US-Dollar. Es gab jedoch zwei Bonusklauseln, die besagten, dass er 14 Millionen dafür bekam, dass er den Vertrag unterzeichnet, und weitere 12 Millionen, wenn er mit dem Team zumindest die Conference Finals erreichte.

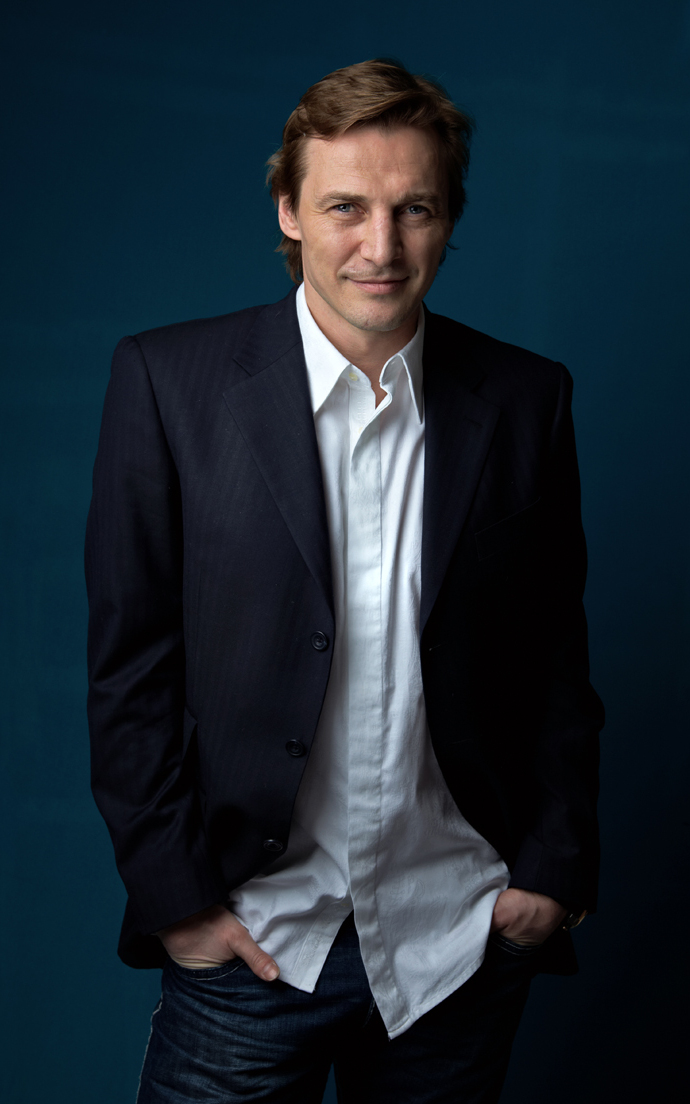
Sergei Fjodorow, 2010

In den letzten Jahren wurde Fjodorow für seine fehlende Leistungsbereitschaft kritisiert, vor allem in der mit Verletzungen durchsetzten Saison 1999/2000, als er bei nur 68 Spielen erschien, dies war ein Grund für seine rückläufige Gesamtpunktzahl.
Dennoch konnte Fjodorow weiterhin auch in der neuen, verbissen angreifenden Umgebung der NHL im Durchschnitt in jedem Spiel punkten und erzielte, mit Ausnahme von drei Spielzeiten, nie weniger als 30 Tore pro Saison. Infolge der Kritik konnte er bei den Red Wings nicht gehalten werden und so wechselte er 2003 zu den Mighty Ducks of Anaheim. Im Herbst 2005 wechselte Fjodorow nach fünf Spielen mit den Mighty Ducks zu den Columbus Blue Jackets. Während der Saison 2007/08 wurde er schließlich von den Washington Capitals verpflichtet.
Mit den Mighty Ducks erreichte er seinen tausendsten Punkt und war somit der erste Russe und fünfte Europäer, dem dies jemals gelang.
Fjodorow zählte zu den offensiv wie defensiv talentiertesten Eishockeyspielern seiner Aktivzeit. Sowohl bei den Red Wings, wie auch bei den Mighty Ducks trug Fjodorow ein „A“ als Assistenzkapitän auf der Brust.
Sergei Fjodorow geriet des Öfteren in die Schlagzeilen, als er und die zwölf Jahre jüngere Tennisspielerin Anna Kurnikowa ein Paar waren. Nach Angaben Fjodorows heirateten sie 2001 sogar, ließen sich jedoch nur wenige Zeit später wieder scheiden.
Mit dem Auslaufen seines Vertrages in Washington zum Ende der Saison 2008/09 endete auch seine 18 Jahre andauernde Karriere in der NHL. Am 25. Juni 2009 unterschrieb Fjodorow einen Zweijahresvertrag beim russischen Verein HK Metallurg Magnitogorsk, für den er bis 2012 in der Kontinentalen Hockey-Liga spielte, ehe er seine Karriere beendete.

### Als Manager und Trainer
Nach dem Ende seiner Karriere als aktiver Spieler kehrte er zu seinem Heimatverein ZSKA Moskau zurück und wurde dessen General Manager. Für den ZSKA Moskau nahm Fjodorow 2013 als Spieler am Spengler Cup teil. Im Turnierverlauf absolvierte er zwei Partien und erzielte einen Treffer, ehe der Russe vorzeitig abreiste. Ursprünglich war ebenfalls ein Comeback in der Kontinentalen Hockey-Liga geplant; Fjodorow hatte hierfür monatelang trainiert. Letztlich kam dieses jedoch nicht zustande.
Im Juni 2015 wurde er in die Hockey Hall of Fame aufgenommen, gefolgt von der IIHF Hall of Fame im Jahr darauf. Während seiner Zeit als Manager des ZSKA wurde er mehrfach für die häufigen Trainerwechsel, die unbeständigen Leistungen der Mannschaft und seine Personalentscheidungen kritisiert. Im Dezember 2016 wurde die Position des General Managers vom Aufsichtsrat des ZSKA kassiert. In der Folge war Fedorow nur noch für Spielersichtung und -verpflichtung zuständig. 2017 beendete er auch diese Tätigkeit, behielt aber seinen Sitz im Aufsichtsrat des Klubs.
Im Juli 2021 wurde er zum neuen Cheftrainer des Klubs ernannt.

## Erfolge und Auszeichnungen

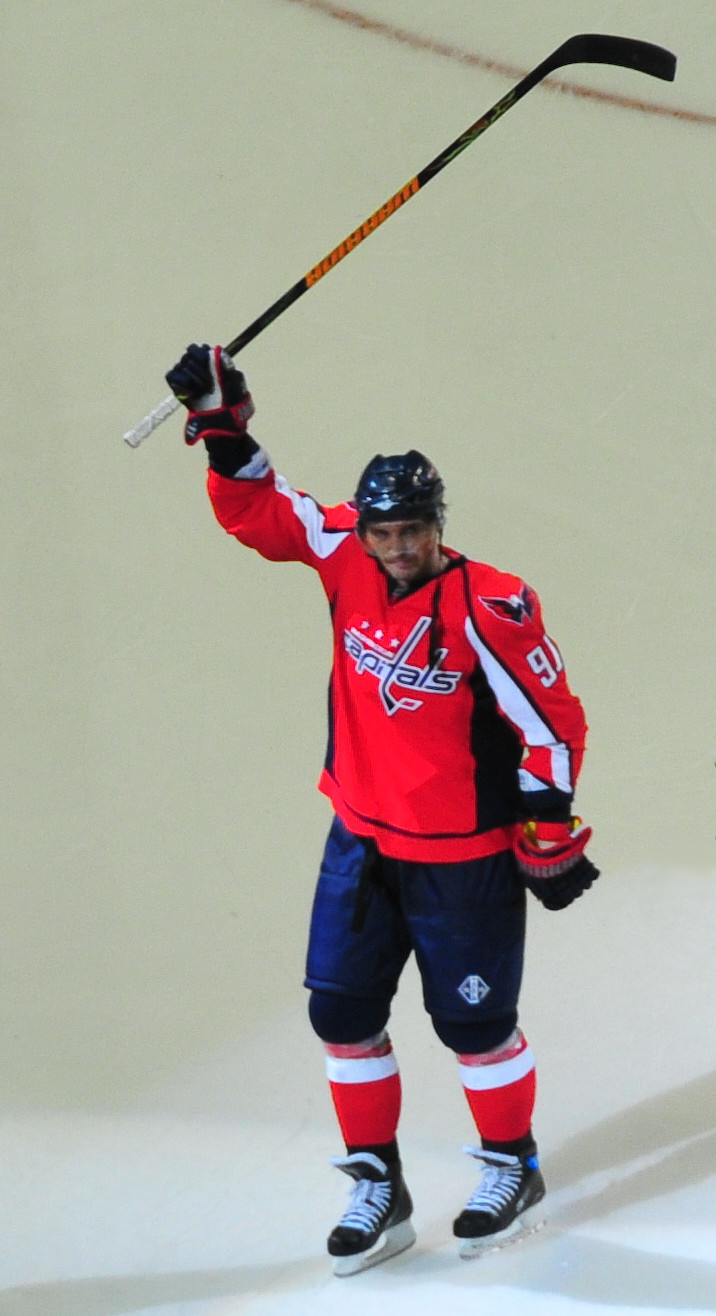
Sergei Fjodorow nach einem Spiel der Washington Capitals

| - 1987 Sowjetischer Meister mit ZSKA Moskau - 1988 Sowjetischer Meister mit ZSKA Moskau - 1988 Europapokal-Gewinn mit ZSKA Moskau - 1989 Sowjetischer Meister mit ZSKA Moskau - 1989 Europapokal-Gewinn mit ZSKA Moskau - 1990 Europapokal-Gewinn mit ZSKA Moskau - 1991 NHL All-Rookie Team - 1992 Teilnahme am NHL All-Star Game - 1993 NHL-Spieler des Monats Dezember - 1994 Teilnahme am NHL All-Star Game - 1994 Hart Memorial Trophy - 1994 Lester B. Pearson Award - 1994 Frank J. Selke Trophy - 1994 NHL First All-Star Team - 1996 Teilnahme am NHL All-Star Game | - 1996 Frank J. Selke Trophy - 1997 Stanley-Cup-Gewinn mit den Detroit Red Wings - 1998 Stanley-Cup-Gewinn mit den Detroit Red Wings - 1998 Verdienter Meister des Sports Russlands im Eishockey - 2001 Teilnahme am NHL All-Star Game - 2002 Teilnahme am NHL All-Star Game - 2002 Stanley-Cup-Gewinn mit den Detroit Red Wings - 2003 Teilnahme am NHL All-Star Game - 2003 Charlamow Trofi - 2010 Teilnahme am KHL All-Star Game - 2011 Teilnahme am KHL All-Star Game - 2011 Bester Veteran der KHL - 2012 Teilnahme am KHL All-Star Game - 2015 Aufnahme in die Hockey Hall of Fame - 2016 Aufnahme in die IIHF Hall of Fame |

### International
| - 1988 Silbermedaille bei der Junioren-Weltmeisterschaft - 1989 Goldmedaille bei der Junioren-Weltmeisterschaft - 1989 Goldmedaille bei der Weltmeisterschaft - 1990 Goldmedaille bei der Weltmeisterschaft | - 1998 Silbermedaille bei den Olympischen Winterspielen - 2002 Bronzemedaille bei den Olympischen Winterspielen - 2008 Goldmedaille bei der Weltmeisterschaft - 2010 Silbermedaille bei der Weltmeisterschaft |

## Karrierestatistik

### International
| Vertrat die UdSSR bei: - Junioren-Weltmeisterschaft 1987 - Junioren-Weltmeisterschaft 1988 - Junioren-Weltmeisterschaft 1989 - Weltmeisterschaft 1989 - Weltmeisterschaft 1990 - Canada Cup 1991 | Vertrat Russland bei: - World Cup of Hockey 1996 - Olympischen Winterspielen 1998 - Olympischen Winterspielen 2002 - Weltmeisterschaft 2008 - Olympischen Winterspielen 2010 - Weltmeisterschaft 2010 |

(Legende zur Spielerstatistik: Sp oder GP = absolvierte Spiele; T oder G = erzielte Tore; V oder A = erzielte Assists; Pkt oder Pts = erzielte Scorerpunkte; SM oder PIM = erhaltene Strafminuten; +/− = Plus/Minus-Bilanz; PP = erzielte Überzahltore; SH = erzielte Unterzahltore; GW = erzielte Siegtore; 1 Play-downs/Relegation; Kursiv: Statistik nicht vollständig)

## Familie
Sein jüngerer Bruder Fjodor wurde von den Vancouver Canucks im NHL Entry Draft 2001 ausgewählt und bestritt insgesamt 18 Partien in der National Hockey League für die Canucks und New York Rangers.